# Lista de prefeitos de Campo Alegre (Alagoas)
Esta é a lista de prefeitos do município de Campo Alegre, estado brasileiro de Alagoas, apresentando as pessoas que foram empossadas como prefeito para o executivo municipal.
| Nº | Nome                                                              | Imagem                              | Partido                                          | Início do mandato       | Fim do mandato                          | Observações                           |
| 1  | Alvino Correia                                                    |                                     | Aliança Renovadora Nacional ARENA                | 8 de junho de 1960      | 30 de janeiro de 1966                   | 1° Prefeito nomeado                   |
| 2  | Miguel Matias                                                     |                                     | Aliança Renovadora Nacional ARENA                | 31 de janeiro de 1966   | 30 de janeiro de 1970                   | Prefeito eleito em sufrágio universal |
| 3  | Divaci Tenório                                                    |                                     | Aliança Renovadora Nacional ARENA                | 31 de janeiro de 1970   | 30 de janeiro de 1973                   | Prefeito eleito em sufrágio universal |
| 4  | José Virgínio da Silva                                            |                                     | Aliança Renovadora Nacional ARENA                | 31 de janeiro de 1973   | 31 de janeiro de 1976                   | Prefeito eleito em sufrágio universal |
| 5  | José Magalhães Sampaio                                            |                                     | Aliança Renovadora Nacional ARENA                | 1° de fevereiro de 1976 | 4 de abril de 1982                      | Prefeito eleito em sufrágio universal |
| 6  | José Ferreira Gomes                                               |                                     | Partido Democrático Social PDS                   | 5 de abril de 1982      | 31 de janeiro de 1983                   | Vice-prefeito no cargo de Prefeito    |
| 7  | Edmílson Vieira e Silva                                           |                                     | Partido Democrático Social PDS                   | 1° de fevereiro de 1983 | 31 de dezembro de 1988                  | Prefeito eleito em sufrágio universal |
| 8  | Jorge Cavalcante Madeiro                                          |                                     | Partido do Movimento Democrático Brasileiro PMDB | 1° de janeiro de 1989   | 2 de fevereiro de 1991                  | Prefeito eleito em sufrágio universal |
| 9  | Álvaro Guimarães                                                  |                                     | Partido da Frente Liberal PFL                    | 3 de fevereiro de 1991  | 31 de dezembro de 1992                  | Vice-prefeito no cargo de Prefeito    |
| 10 | Miguel Felizardo de Souza (Campo Alegre, 20.08.1937–)             |                                     | Partido da Frente Liberal PFL                    | 1° de janeiro de 1993   | 31 de dezembro de 1996                  | Prefeito eleito em sufrágio universal |
| 11 | Jorge Matias (Junqueiro, 08.08.1942–)                             |                                     | Partido Liberal PL                               | 1° de janeiro de 1997   | 31 de dezembro de 2000                  | Prefeito eleito em sufrágio universal |
| 11 | Jorge Matias (Junqueiro, 08.08.1942–)                             | Partido Progressista Brasileiro PPB | 1° de janeiro de 2001                            | 31 de dezembro de 2004  | Prefeito reeleito em sufrágio universal |                                       |
| 12 | José Maurício Tenório (Atalaia, 22.07.1948–)                      |                                     | Partido Trabalhista Brasileiro PTB               | 1° de janeiro de 2005   | 31 de dezembro de 2008                  | Prefeito eleito em sufrágio universal |
| 12 | José Maurício Tenório (Atalaia, 22.07.1948–)                      | 1° de janeiro de 2009               | Partido Trabalhista Brasileiro PTB               | 31 de dezembro de 2012  | Prefeito reeleito em sufrágio universal |                                       |
| 13 | Pauline de Fátima Pereira Albuquerque (Penedo, 13.10.1975–)       |                                     | Partido da Social Democracia Brasileira PSDB     | 1° de janeiro de 2013   | 31 de dezembro de 2016                  | Prefeita eleita em sufrágio universal |
| 13 | Pauline de Fátima Pereira Albuquerque (Penedo, 13.10.1975–)       | 1° de janeiro de 2017               | Partido da Social Democracia Brasileira PSDB     | 31 de dezembro de 2020  | Prefeita reeleita em sufrágio universal |                                       |
| 14 | Nicolas Teixeira Tavares Pereira (Maceió, 15.09.1977–)            |                                     | Progressistas PP                                 | 1° de janeiro de 2021   | 31 de dezembro de 2024                  | Prefeito eleito em sufrágio universal |
| 15 | Pauline de Fátima Pereira Albuquerque (Campo Alegre, 13.10.1975–) |                                     | Progressistas PP                                 | 1° de janeiro de 2025   | Atualidade                              | Prefeita eleita em sufrágio universal |